# Protocole de Lisbonne
Le protocole de Lisbonne relatif au traité de réduction des armes stratégiques de  1991 est un accord entre les représentants de la Russie, la Biélorussie, l'Ukraine et le Kazakhstan stipulant que toutes les armes nucléaires de l'ancienne Union soviétique sur le sol de ces quatre États seraient détruites ou transférées sous le contrôle de la Russie. Les quatre États ont tous accepté d'adhérer au traité sur la non-prolifération des armes nucléaires, avec la Russie prenant la succession de l'Union soviétique en tant qu'État nucléaire, et les trois autres membres adhérant en tant qu'États non nucléaires. Le protocole a été signé à Lisbonne, au Portugal, le 23 mai 1992.

## Contexte
Lorsque l'Union soviétique est dissoute le 26 décembre 1991, l'un des problèmes porte sur le sort de ses armes nucléaires. La plupart étaient sur le territoire de la Russie, l'État reconnu comme successeur de l'Union soviétique, mais certaines étaient sur les territoires de la Biélorussie, de l'Ukraine et du Kazakhstan. En juillet 1991, l'Union soviétique avait signé le traité de désarmement nucléaire START I. La Russie, en tant que successeur de l'URSS, n'était pas en mesure de respecter les termes du traité, jusqu'à ce que tous les autres États possédant des armes nucléaires soviétiques aient détruit ces armes ou les aient transférées sous le contrôle russe. Les États-Unis et la Russie ont exercé une pression diplomatique pour la réalisation de ces objectifs.

## Mise en œuvre
Bien que la Biélorussie, l'Ukraine et le Kazakhstan aient signé le protocole en mai 1992, chaque État avait à ratifier et à mettre en œuvre le protocole. Au Bélarus et en Ukraine, il y avait une certaine résistance à renoncer aux armes nucléaires. Cependant, le 5 décembre 1994, tous les signataires du protocole de Lisbonne échangent les instruments de ratification (appelés mémorandums de Budapest), et l'accord peut entrer en vigueur. À cette époque, la Russie a également été en mesure de ratifier START I comme État successeur de l'Union soviétique.
Le Kazakhstan s'est davantage intéressé à concentrer ses ressources sur le développement du pays plutôt que sur le maintien d'un arsenal nucléaire. En échange de garanties de sécurité, d'une aide militaire ainsi qu'une aide financière et une indemnisation par les États-Unis et la Russie, le Kazakhstan a remis toutes les armes nucléaires à la Russie en mai 1995. Aussi bien la Biélorussie que l'Ukraine ont résisté à la pleine mise en œuvre du protocole au cours des années 1990, en souhaitant conserver une force de dissuasion nucléaire ou des éléments de négociation diplomatique. Cependant, la Biélorussie est économiquement dépendante de la Russie et elle a finalement ratifié son accord pour le transfert de toutes les armes nucléaires à la Russie. Comme le Kazakhstan, l'Ukraine a finalement accepté d'abandonner son programme d'armement nucléaire en échange de garanties de sécurité, d'une aide militaire ainsi qu'une aide financière et une indemnisation par les États-Unis et la Russie. La mise en œuvre du protocole de Lisbonne est complète quand le Bélarus et l'Ukraine ont tous deux rendu leurs armes nucléaires à la Russie à la fin de l'année 1996.